# Sajur

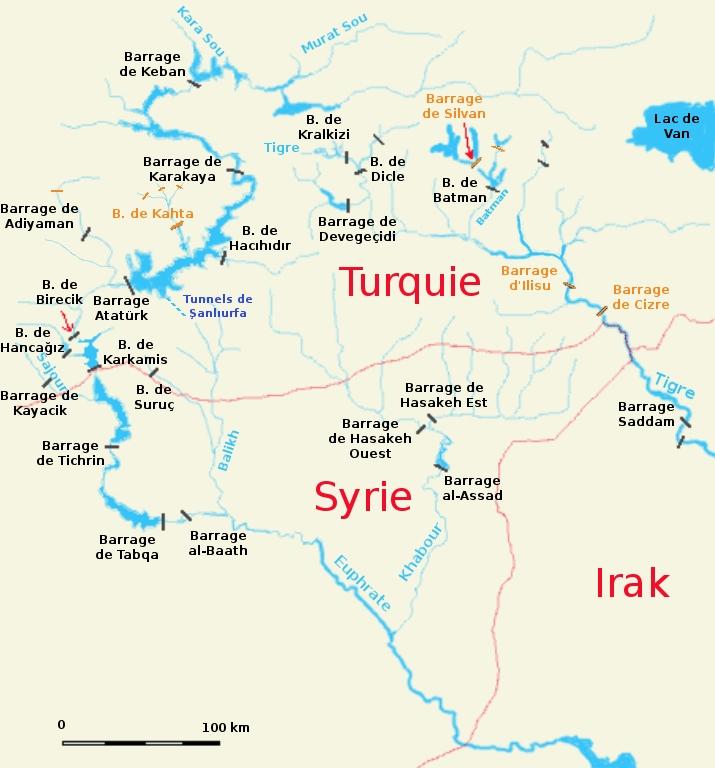
Kaart (in het Frans) van het Syrisch-Turkse deel van het Eufraat-stroomgebied met de Sajur (Sajour) aan de linkerkant

De Sājūr (Arabisch: نهر الساجور [næhr æs sæːˈd͡ʒuːr]) is een rivier die ontspringt in Turkije en in Syrië in de Eufraat uitmondt. De rivier is 108 km lang. Het is de kleinste van de drie rivieren die in Syrië in de Eufraat uitmonden (naast de Balikh en de Khabur), en de enige die vanaf de rechteroever in de rivier stroomt. Het stroomgebied van de Sajur is sinds het Vroegpaleolithicum onafgebroken bewoond.